# Iosif Töjär
Iosif Töjär (ur. 29 listopada 1911 w Oradei, zm. w 1992) – rumuński zapaśnik. Uczestnik Igrzysk Olimpijskich w 1936 w Berlinie. Na igrzyskach uczestniczył w turnieju w wadze (do 56 kg), w którym zdobył 5. miejsce.